# Ken Mallender
Ken Mallender (Rotherham, 10 dicembre 1943) è un ex calciatore inglese, di ruolo difensore.

## Carriera
Mallender si formò nello Sheffield Utd, entrando a far parte della prima squadra delle Blades a partite dal febbraio 1961, ottenendo al termine della Second Division 1960-1961 la promozione nella massima serie inglese.; nella stessa stagione raggiunse le semifinali della FA Cup 1960-1961, perse contro il Leicester City.
Giocò nella First Division sino alla retrocessione avvenuta nella First Division 1967-1968. Con la squadra di Sheffield ottenne come miglior piazzamento il quinto posto nella First Division 1961-1962.
Nell'ottobre 1968 passa al Norwich City, con cui gioca tre stagioni nella serie cadetta inglese.
Nel 1971 scende di categoria per giocare nell'Hereford Utd, club della semiprofessionista Southern Football League, con cui ottenne l'accesso alla Fourth Division nel 1973. Nella Fourth Division 1972-1973 ottenne la promozione in terza serie grazie al secondo posto ottenuto. Nella Third Division 1973-1974 ottenne il diciottesimo posto in campionato.
Nel 1974 viene ingaggiato dagli statunitensi del Miami Toros, franchigia della NASL. Con i Toros raggiunse la finale, giocata da titolare, della North American Soccer League 1974, persa ai rigori contro i L.A. Aztecs.
Terminata l'esperienza americana tornò in patria per giocare nel Telford Utd.